# Grupul statuar „Faun și nimfă" din Constanța
Grupul statuar „Faun și nimfă" este un monument istoric situat în municipiul Constanța. Figurează pe noua listă a monumentelor istorice sub codul LMI: CT-III-m-B-02931.

## Imagini

## Istoric și trăsături
Grupul statuar „Faun și nimfă" este amplasat pe Bulevardul Tomis, în parcul Teatrului dramatic „Ovidiu". Autor este sculptorul Constantin Baraschi în anul 1963.